# Phytoecia pustulata
Phytoecia pustulata là một loài bọ cánh cứng trong họ Cerambycidae.